# Cúp bóng đá châu Á 2019 (vòng đấu loại trực tiếp)
Vòng đấu loại trực tiếp của Cúp bóng đá châu Á 2019 là giai đoạn thứ hai và chung kết của giải đấu, sau vòng bảng. Giai đoạn này bắt đầu vào tháng 1 với vòng 16 đội và kết thúc vào ngày 1 tháng 2 với trận chung kết, tổ chức tại sân vận động Thành phố Thể thao Zayed ở thành phố Abu Dhabi. Hai đội đứng đầu từ mỗi bảng (tổng cộng 16 đội) sẽ giành quyền vào vòng đấu loại trực tiếp theo thể thức loại trực tiếp.
Tất cả thời gian theo giờ địa phương, GST (UTC+4).

## Thể thức
Trong vòng đấu loại trực tiếp, nếu một trận đấu kết thúc 90 phút mà kết quả hòa, hiệp phụ sẽ được thi đấu (mỗi hiệp 15 phút). Nếu vẫn còn hòa sau hiệp phụ, trận đấu sẽ được quyết định bởi một loạt sút luân lưu để xác định đội thắng. Lần đầu tiên trong lịch sử kể từ khi vòng đấu loại trực tiếp lần đầu tiên được tổ chức năm 1972, không có trận tranh hạng ba. 
Thiết lập AFC ra lịch thi đấu sau đây cho vòng 16 đội.
- R16-1: Nhì bảng A v Nhì bảng C
- R16-2: Nhất bảng D v Ba bảng B/E/F
- R16-3: Nhất bảng B v Ba bảng A/C/D
- R16-4: Nhất bảng F v Nhì bảng E
- R16-5: Nhất bảng C v Ba bảng A/B/F
- R16-6: Nhất bảng E v Nhì bảng D
- R16-7: Nhất bảng A v Ba bảng C/D/E
- R16-8: Nhì bảng B v Nhì bảng F

### Sự kết hợp của các trận đấu trong vòng 16 đội
Phân cặp liên quan đến các đội bóng xếp thứ ba phụ thuộc vào 4 đội xếp thứ ba lọt vòng 16 đội.
| Các đội xếp thứ ba đủ điều kiện từ các bảng | Các đội xếp thứ ba đủ điều kiện từ các bảng | Các đội xếp thứ ba đủ điều kiện từ các bảng | Các đội xếp thứ ba đủ điều kiện từ các bảng | Các đội xếp thứ ba đủ điều kiện từ các bảng | Các đội xếp thứ ba đủ điều kiện từ các bảng |    | 1A vs | 1B vs | 1C vs | 1D vs |
| ------------------------------------------- | ------------------------------------------- | ------------------------------------------- | ------------------------------------------- | ------------------------------------------- | ------------------------------------------- | -- | ----- | ----- | ----- | ----- |
| A                                           | B                                           | C                                           | D                                           |                                             |                                             | 3C | 3D    | 3A    | 3B    |       |
| A                                           | B                                           | C                                           |                                             | E                                           |                                             | 3C | 3A    | 3B    | 3E    |       |
| A                                           | B                                           | C                                           |                                             |                                             | F                                           | 3C | 3A    | 3B    | 3F    |       |
| A                                           | B                                           |                                             | D                                           | E                                           |                                             | 3D | 3A    | 3B    | 3E    |       |
| A                                           | B                                           |                                             | D                                           |                                             | F                                           | 3D | 3A    | 3B    | 3F    |       |
| A                                           | B                                           |                                             |                                             | E                                           | F                                           | 3E | 3A    | 3B    | 3F    |       |
| A                                           |                                             | C                                           | D                                           | E                                           |                                             | 3C | 3D    | 3A    | 3E    |       |
| A                                           |                                             | C                                           | D                                           |                                             | F                                           | 3C | 3D    | 3A    | 3F    |       |
| A                                           |                                             | C                                           |                                             | E                                           | F                                           | 3C | 3A    | 3F    | 3E    |       |
| A                                           |                                             |                                             | D                                           | E                                           | F                                           | 3D | 3A    | 3F    | 3E    |       |
|                                             | B                                           | C                                           | D                                           | E                                           |                                             | 3C | 3D    | 3B    | 3E    |       |
|                                             | B                                           | C                                           | D                                           |                                             | F                                           | 3C | 3D    | 3B    | 3F    |       |
|                                             | B                                           | C                                           |                                             | E                                           | F                                           | 3E | 3C    | 3B    | 3F    |       |
|                                             | B                                           |                                             | D                                           | E                                           | F                                           | 3E | 3D    | 3B    | 3F    |       |
|                                             |                                             | C                                           | D                                           | E                                           | F                                           | 3C | 3D    | 3F    | 3E    |       |

## Các đội tuyển vượt qua vòng bảng
Hai đội tuyển quốc gia đứng đầu từ mỗi bảng 6 đội cùng với 4 đội xếp thứ ba có thành tích tốt nhất vượt qua vòng bảng, giành quyền thi đấu vòng loại trực tiếp.
| Bảng | Đội hạng nhất | Đội hạng nhì | Các đội xếp thứ ba (Bốn đội tốt nhất đủ điều kiện) |
| ---- | ------------- | ------------ | -------------------------------------------------- |
| A    | UAE           | Thái Lan     | Bahrain                                            |
| B    | Jordan        | Úc           | —                                                  |
| C    | Hàn Quốc      | Trung Quốc   | Kyrgyzstan                                         |
| D    | Iran          | Iraq         | Việt Nam                                           |
| E    | Qatar         | Ả Rập Xê Út  | —                                                  |
| F    | Nhật Bản      | Uzbekistan   | Oman                                               |

## Sơ đồ
|  | Vòng 16 đội                           | Vòng 16 đội                           |                                      |       | Tứ kết | Tứ kết |  |  | Bán kết | Bán kết |  |  | Chung kết | Chung kết |
|  |                                       |                                       |                                      |       |        |        |  |  |         |         |  |  |           |           |
|  | 20 tháng 1 – Hazza bin Zayed          |                                       |                                      |       |        |        |  |  |         |         |  |  |           |           |
|  |                                       |                                       |                                      |       |        |        |  |  |         |         |  |  |           |           |
|  | Thái Lan                              | 1                                     |                                      |       |        |        |  |  |         |         |  |  |           |           |
|  | Thái Lan                              | 1                                     | 24 tháng 1 – Mohammed bin Zayed      |       |        |        |  |  |         |         |  |  |           |           |
|  | Trung Quốc                            | 2                                     |                                      |       |        |        |  |  |         |         |  |  |           |           |
|  | Trung Quốc                            | 2                                     | Trung Quốc                           | 0     |        |        |  |  |         |         |  |  |           |           |
|  | 20 tháng 1 – Mohammed bin Zayed       |                                       | Trung Quốc                           | 0     |        |        |  |  |         |         |  |  |           |           |
|  |                                       | Iran                                  | 3                                    |       |        |        |  |  |         |         |  |  |           |           |
|  | Iran                                  | Iran                                  | 3                                    | 2     |        |        |  |  |         |         |  |  |           |           |
|  | Iran                                  |                                       | 28 tháng 1 – Hazza bin Zayed         | 2     |        |        |  |  |         |         |  |  |           |           |
|  | Oman                                  | 0                                     |                                      |       |        |        |  |  |         |         |  |  |           |           |
|  | Oman                                  | 0                                     | Iran                                 | 0     |        |        |  |  |         |         |  |  |           |           |
|  | 20 tháng 1 – Al Maktoum               |                                       | Iran                                 | 0     |        |        |  |  |         |         |  |  |           |           |
|  |                                       | Nhật Bản                              | 3                                    |       |        |        |  |  |         |         |  |  |           |           |
|  | Jordan                                | Nhật Bản                              | 3                                    | 1 (2) |        |        |  |  |         |         |  |  |           |           |
|  | Jordan                                | 24 tháng 1 – Al Maktoum               |                                      | 1 (2) |        |        |  |  |         |         |  |  |           |           |
|  | Việt Nam (p)                          | 1 (4)                                 |                                      |       |        |        |  |  |         |         |  |  |           |           |
|  | Việt Nam (p)                          | 1 (4)                                 | Việt Nam                             | 0     |        |        |  |  |         |         |  |  |           |           |
|  | 21 tháng 1 – Sharjah                  |                                       | Việt Nam                             | 0     |        |        |  |  |         |         |  |  |           |           |
|  |                                       | Nhật Bản                              | 1                                    |       |        |        |  |  |         |         |  |  |           |           |
|  | Nhật Bản                              | Nhật Bản                              | 1                                    | 1     |        |        |  |  |         |         |  |  |           |           |
|  | Nhật Bản                              |                                       | 1 tháng 2 – Thành phố Thể thao Zayed | 1     |        |        |  |  |         |         |  |  |           |           |
|  | Ả Rập Xê Út                           | 0                                     |                                      |       |        |        |  |  |         |         |  |  |           |           |
|  | Ả Rập Xê Út                           | 0                                     | Nhật Bản                             | 1     |        |        |  |  |         |         |  |  |           |           |
|  | 22 tháng 1 – Rashid                   |                                       | Nhật Bản                             | 1     |        |        |  |  |         |         |  |  |           |           |
|  |                                       | Qatar                                 | 3                                    |       |        |        |  |  |         |         |  |  |           |           |
|  | Hàn Quốc (s.h.p.)                     | Qatar                                 | 3                                    | 2     |        |        |  |  |         |         |  |  |           |           |
|  | Hàn Quốc (s.h.p.)                     | 25 tháng 1 – Thành phố Thể thao Zayed |                                      | 2     |        |        |  |  |         |         |  |  |           |           |
|  | Bahrain                               | 1                                     |                                      |       |        |        |  |  |         |         |  |  |           |           |
|  | Bahrain                               | 1                                     | Hàn Quốc                             | 0     |        |        |  |  |         |         |  |  |           |           |
|  | 22 tháng 1 – Al Nahyan                |                                       | Hàn Quốc                             | 0     |        |        |  |  |         |         |  |  |           |           |
|  |                                       | Qatar                                 | 1                                    |       |        |        |  |  |         |         |  |  |           |           |
|  | Qatar                                 | Qatar                                 | 1                                    | 1     |        |        |  |  |         |         |  |  |           |           |
|  | Qatar                                 |                                       | 29 tháng 1 – Mohammed bin Zayed      | 1     |        |        |  |  |         |         |  |  |           |           |
|  | Iraq                                  | 0                                     |                                      |       |        |        |  |  |         |         |  |  |           |           |
|  | Iraq                                  | 0                                     | Qatar                                | 4     |        |        |  |  |         |         |  |  |           |           |
|  | 21 tháng 1 – Thành phố Thể thao Zayed |                                       | Qatar                                | 4     |        |        |  |  |         |         |  |  |           |           |
|  |                                       | UAE                                   | 0                                    |       |        |        |  |  |         |         |  |  |           |           |
|  | UAE (s.h.p.)                          | UAE                                   | 0                                    | 3     |        |        |  |  |         |         |  |  |           |           |
|  | UAE (s.h.p.)                          | 25 tháng 1 – Hazza bin Zayed          |                                      | 3     |        |        |  |  |         |         |  |  |           |           |
|  | Kyrgyzstan                            | 2                                     |                                      |       |        |        |  |  |         |         |  |  |           |           |
|  | Kyrgyzstan                            | 2                                     | UAE                                  | 1     |        |        |  |  |         |         |  |  |           |           |
|  | 21 tháng 1 – Khalifa bin Zayed        |                                       | UAE                                  | 1     |        |        |  |  |         |         |  |  |           |           |
|  |                                       | Úc                                    | 0                                    |       |        |        |  |  |         |         |  |  |           |           |
|  | Úc (p)                                | Úc                                    | 0                                    | 0 (4) |        |        |  |  |         |         |  |  |           |           |
|  | Úc (p)                                |                                       |                                      | 0 (4) |        |        |  |  |         |         |  |  |           |           |
|  | Uzbekistan                            | 0 (2)                                 |                                      |       |        |        |  |  |         |         |  |  |           |           |
|  | Uzbekistan                            | 0 (2)                                 |                                      |       |        |        |  |  |         |         |  |  |           |           |

## Vòng 16 đội

### Jordan vs Việt Nam
| Jordan                                  | 1–1 (s.h.p.) | Việt Nam                                                                            |
| --------------------------------------- | ------------ | ----------------------------------------------------------------------------------- |
| - Abdel-Rahman 39'                      | Chi tiết     | - Nguyễn Công Phượng 51'                                                            |
| Loạt sút luân lưu                       |              |                                                                                     |
| - Abdel-Rahman - Faisal - Samir - Ersan | 2–4          | - Quế Ngọc Hải - Đỗ Hùng Dũng - Lương Xuân Trường - Trần Minh Vương - Bùi Tiến Dũng |

| Jordan | Việt Nam |

| GK                  | 1  | Amer Shafi (c)      |     |        |
| RB                  | 2  | Feras Shelbaieh     |     |        |
| CB                  | 3  | Tareq Khattab       |     |        |
| CB                  | 21 | Salem Al-Ajalin     |     |        |
| LB                  | 19 | Anas Bani Yaseen    |     |        |
| CM                  | 6  | Saeed Murjan        |     | 71'    |
| CM                  | 4  | Baha' Abdel-Rahman  |     |        |
| RW                  | 18 | Musa Al-Taamari     |     | 98'    |
| AM                  | 7  | Yousef Al-Rawashdeh |     | 105+2' |
| LW                  | 13 | Khalil Bani Attiah  | 57' |        |
| CF                  | 11 | Yaseen Al-Bakhit    |     | 98'    |
| Vào sân thay người: |    |                     |     |        |
| FW                  | 9  | Baha' Faisal        |     | 71'    |
| DF                  | 23 | Ihsan Haddad        |     | 98'    |
| FW                  | 14 | Ahmad Ersan         |     | 98'    |
| MF                  | 10 | Ahmed Samir         |     | 105+2' |
| Huấn luyện viên:    |    |                     |     |        |
| Vital Borkelmans    |    |                     |     |        |

| GK                  | 23 | Đặng Văn Lâm       |  |        |
| CB                  | 2  | Đỗ Duy Mạnh        |  |        |
| CB                  | 3  | Quế Ngọc Hải (c)   |  |        |
| CB                  | 4  | Bùi Tiến Dũng      |  |        |
| RWB                 | 8  | Nguyễn Trọng Hoàng |  | 117'   |
| LWB                 | 5  | Đoàn Văn Hậu       |  |        |
| RM                  | 19 | Nguyễn Quang Hải   |  |        |
| CM                  | 7  | Nguyễn Huy Hùng    |  | 96'    |
| CM                  | 16 | Đỗ Hùng Dũng       |  |        |
| LM                  | 20 | Phan Văn Đức       |  | 105+1' |
| CF                  | 10 | Nguyễn Công Phượng |  | 77'    |
| Vào sân thay người: |    |                    |  |        |
| FW                  | 22 | Nguyễn Tiến Linh   |  | 77'    |
| FW                  | 9  | Nguyễn Văn Toàn    |  | 96'    |
| MF                  | 6  | Lương Xuân Trường  |  | 105+1' |
| MF                  | 14 | Trần Minh Vương    |  | 117'   |
| Huấn luyện viên:    |    |                    |  |        |
| Park Hang-seo       |    |                    |  |        |

| Cầu thủ xuất sắc nhất trận: Nguyễn Quang Hải (Việt Nam) Trợ lý trọng tài: Reza Sokhandan (Iran) Mohammadreza Mansouri (Iran) Trọng tài thứ tư: Abu Bakar Al-Amri (Oman) Trợ lý trọng tài bổ sung: Mohanad Qassim (Iraq) Lưu Quách Dân (Hồng Kông) |

### Thái Lan vs Trung Quốc
| Thái Lan       | 1–2      | Trung Quốc                           |
| -------------- | -------- | ------------------------------------ |
| - Supachai 31' | Chi tiết | - Tiêu Trí 67' - Cao Lâm 71' (ph.đ.) |

| Thái Lan | Trung Quốc |

| GK                  | 23 | Siwarak Tedsungnoen  |     |     |
| RB                  | 3  | Theerathon Bunmathan |     |     |
| CB                  | 4  | Chalermpong Kerdkaew |     |     |
| CB                  | 6  | Pansa Hemviboon      |     |     |
| LB                  | 16 | Mika Chunuonsee      |     |     |
| CM                  | 18 | Chanathip Songkrasin |     |     |
| CM                  | 8  | Thitipan Puangchan   | 8'  |     |
| CM                  | 17 | Tanaboon Kesarat     | 43' | 81' |
| RW                  | 22 | Supachai Jaided      | 45' | 63' |
| CF                  | 10 | Teerasil Dangda (c)  |     |     |
| LW                  | 19 | Tristan Do           |     |     |
| Vào sân thay người: |    |                      |     |     |
| FW                  | 12 | Chananan Pombuppha   |     | 63' |
| MF                  | 21 | Pokklaw Anan         |     | 81' |
| Huấn luyện viên:    |    |                      |     |     |
| Sirisak Yodyardthai |    |                      |     |     |

| GK                  | 1  | Nhan Tuấn Lăng  |     |     |
| RB                  | 19 | Lưu Dương       |     | 64' |
| CB                  | 4  | Thạch Kha       | 61' |     |
| CB                  | 5  | Trương Lâm Bồng | 34' |     |
| LB                  | 6  | Phùng Tiêu Đình |     |     |
| CM                  | 11 | Hao Tuấn Mẫn    |     |     |
| CM                  | 15 | Ngô Hy          | 35' | 82' |
| CM                  | 10 | Trịnh Chí (c)   |     |     |
| RW                  | 18 | Cao Lâm         |     |     |
| CF                  | 7  | Vũ Lỗi          |     |     |
| LW                  | 22 | Vũ Đại Bảo      |     | 64' |
| Vào sân thay người: |    |                 |     |     |
| FW                  | 9  | Tiêu Trí        |     | 64' |
| MF                  | 16 | Kim Kính Đạo    | 88' | 64' |
| MF                  | 8  | Triệu Húc Nhật  |     | 82' |
| Huấn luyện viên:    |    |                 |     |     |
| Marcello Lippi      |    |                 |     |     |

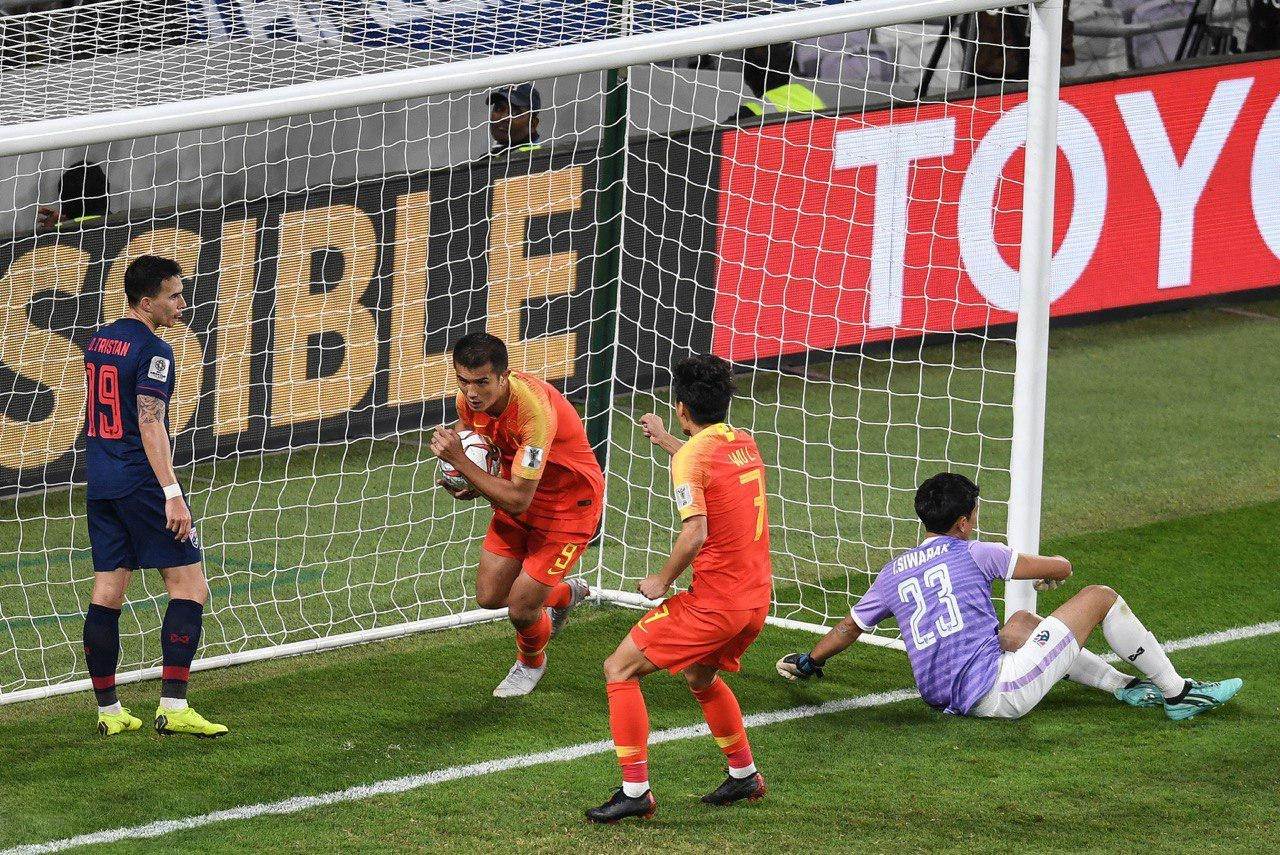
Các cầu thủ Trung Quốc sau khi ghi bàn thắng đầu tiên của họ vào lưới Thái Lan.

| Cầu thủ xuất sắc nhất trận: Phùng Tiêu Đình (Trung Quốc) Trợ lý trọng tài: Mohamed Al-Hammadi (UAE) Hasan Al-Mahri (UAE) Trọng tài thứ tư: Palitha Hemathunga (Sri Lanka) Trợ lý trọng tài bổ sung: Ammar Al-Jeneibi (UAE) Hettikamkanamge Perera (Sri Lanka) |

### Iran vs Oman

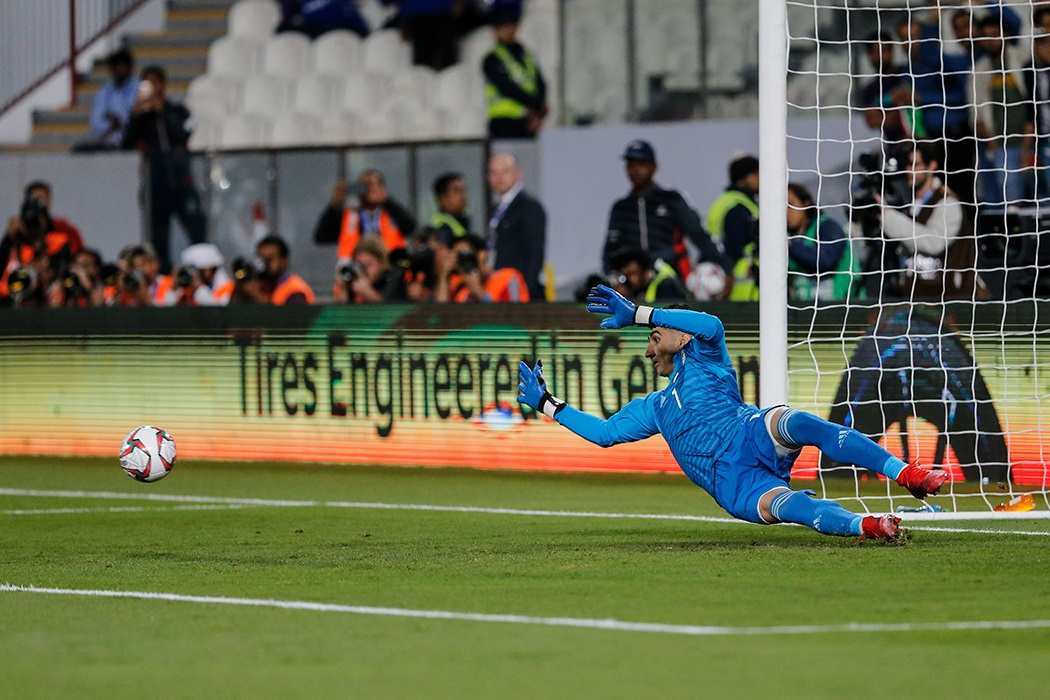
Thủ môn Alireza Beiranvand cản phá cú sút phạt đền của Oman.

| Iran                                    | 2–0      | Oman |
| --------------------------------------- | -------- | ---- |
| - Jahanbakhsh 32' - Dejagah 41' (ph.đ.) | Chi tiết |      |

| Iran | Oman |

| GK                  | 1  | Alireza Beiranvand   |     |     |
| RB                  | 23 | Ramin Rezaeian       |     |     |
| CB                  | 8  | Morteza Pouraliganji |     |     |
| CB                  | 19 | Majid Hosseini       | 2'  |     |
| LB                  | 5  | Milad Mohammadi      |     |     |
| RM                  | 17 | Mehdi Taremi         |     |     |
| CM                  | 21 | Ashkan Dejagah (c)   |     | 78' |
| CM                  | 9  | Omid Ebrahimi        |     |     |
| LM                  | 18 | Alireza Jahanbakhsh  |     | 69' |
| AM                  | 11 | Vahid Amiri          | 65' |     |
| CF                  | 20 | Sardar Azmoun        |     | 88' |
| Vào sân thay người: |    |                      |     |     |
| DF                  | 4  | Rouzbeh Cheshmi      |     | 69' |
| MF                  | 14 | Saman Ghoddos        |     | 78' |
| MF                  | 7  | Masoud Shojaei       |     | 88' |
| Huấn luyện viên:    |    |                      |     |     |
| Carlos Queiroz      |    |                      |     |     |

| GK                  | 18 | Faiz Al-Rushaidi     |     |     |
| RB                  | 11 | Saad Al-Mukhaini     |     |     |
| CB                  | 13 | Khalid Al-Braiki     |     |     |
| CB                  | 2  | Mohammed Al-Musalami | 59' |     |
| LB                  | 17 | Ali Al-Busaidi       |     |     |
| CM                  | 20 | Salaah Al-Yahyaei    |     | 46' |
| CM                  | 12 | Ahmed Kano (c)       |     | 81' |
| CM                  | 23 | Harib Al-Saadi       |     |     |
| RW                  | 15 | Jameel Al-Yahmadi    |     |     |
| CF                  | 16 | Muhsen Al-Ghassani   |     | 88' |
| LW                  | 6  | Raed Ibrahim Saleh   |     |     |
| Vào sân thay người: |    |                      |     |     |
| FW                  | 7  | Khalid Al-Hajri      |     | 46' |
| MF                  | 10 | Mohsin Al-Khaldi     |     | 81' |
| FW                  | 9  | Mohammed Al-Ghassani |     | 88' |
| Huấn luyện viên:    |    |                      |     |     |
| Pim Verbeek         |    |                      |     |     |

| Cầu thủ xuất sắc nhất trận: Alireza Beiranvand (Iran) Trợ lý trọng tài: Miguel Hernández (México) Alberto Morín (México) Trọng tài thứ tư: Matthew Cream (Úc) Trợ lý trọng tài bổ sung: Chris Beath (Úc) Ali Sabah (Iraq) |

### Nhật Bản vs Ả Rập Xê Út
| Nhật Bản       | 1–0      | Ả Rập Xê Út |
| -------------- | -------- | ----------- |
| - Tomiyasu 20' | Chi tiết |             |

| Nhật Bản | Ả Rập Xê Út |

| GK                  | 12 | Gonda Shūichi     |     |       |
| RB                  | 19 | Sakai Hiroki      |     |       |
| CB                  | 16 | Tomiyasu Takehiro |     |       |
| CB                  | 22 | Yoshida Maya (c)  |     |       |
| LB                  | 5  | Nagatomo Yuto     |     |       |
| CM                  | 6  | Endo Wataru       |     |       |
| CM                  | 7  | Shibasaki Gaku    |     |       |
| RW                  | 21 | Doan Ritsu        |     | 89'   |
| AM                  | 9  | Minamino Takumi   |     | 77'   |
| LW                  | 8  | Haraguchi Genki   |     |       |
| CF                  | 13 | Muto Yoshinori    | 39' | 90+2' |
| Vào sân thay người: |    |                   |     |       |
| MF                  | 14 | Ito Junya         |     | 77'   |
| DF                  | 18 | Shiotani Tsukasa  |     | 89'   |
| FW                  | 11 | Kitagawa Koya     |     | 90+2' |
| Huấn luyện viên:    |    |                   |     |       |
| Moriyasu Hajime     |    |                   |     |       |

| GK                  | 21 | Mohammed Al-Owais    |     |     |
| RB                  | 2  | Mohammed Al-Breik    |     |     |
| CB                  | 23 | Mohammed Al-Fatil    |     |     |
| CB                  | 4  | Ali Al-Bulaihi       |     |     |
| LB                  | 13 | Yasser Al-Shahrani   | 81' |     |
| DM                  | 14 | Abdullah Otayf       |     | 78' |
| RM                  | 11 | Hattan Bahebri       |     | 88' |
| CM                  | 20 | Abdulaziz Al-Bishi   |     | 56' |
| CM                  | 16 | Housain Al-Mogahwi   |     |     |
| LM                  | 10 | Salem Al-Dawsari (c) |     |     |
| CF                  | 19 | Fahad Al-Muwallad    | 55' |     |
| Vào sân thay người: |    |                      |     |     |
| MF                  | 8  | Yahya Al-Shehri      |     | 56' |
| FW                  | 9  | Mohammed Al-Saiari   |     | 78' |
| MF                  | 18 | Abdulrahman Ghareeb  |     | 88' |
| Huấn luyện viên:    |    |                      |     |     |
| Juan Antonio Pizzi  |    |                      |     |     |

| Cầu thủ xuất sắc nhất trận: Tomiyasu Takehiro (Nhật Bản) Trợ lý trọng tài: Abdukhamidullo Rasulov (Uzbekistan) Jakhongir Saidov (Uzbekistan) Trọng tài thứ tư: Sergei Grishchenko (Kyrgyzstan) Trợ lý trọng tài bổ sung: Valentin Kovalenko (Uzbekistan) Nawaf Shukralla (Bahrain) |

### Úc vs Uzbekistan
| Úc                                             | 0–0 (s.h.p.) | Uzbekistan                                      |
| ---------------------------------------------- | ------------ | ----------------------------------------------- |
|                                                | Chi tiết     |                                                 |
| Loạt sút luân lưu                              |              |                                                 |
| - Milligan - Behich - Kruse - Giannou - Leckie | 4–2          | - Shukurov - Tukhtakhodjaev - Alibaev - Bikmaev |

| Úc | Uzbekistan |

| GK                  | 1  | Mathew Ryan       |      |      |
| RB                  | 4  | Rhyan Grant       | 109' |      |
| CB                  | 2  | Milos Degenek     |      |      |
| CB                  | 5  | Mark Milligan (c) |      |      |
| LB                  | 16 | Aziz Behich       | 25'  |      |
| CM                  | 20 | Trent Sainsbury   |      |      |
| CM                  | 22 | Jackson Irvine    |      |      |
| RW                  | 21 | Awer Mabil        |      | 68'  |
| AM                  | 23 | Tom Rogic         | 20'  | 111' |
| LW                  | 15 | Chris Ikonomidis  |      | 96'  |
| CF                  | 9  | Jamie Maclaren    |      | 75'  |
| Vào sân thay người: |    |                   |      |      |
| FW                  | 7  | Mathew Leckie     |      | 68'  |
| FW                  | 14 | Apostolos Giannou |      | 75'  |
| FW                  | 10 | Robbie Kruse      |      | 96'  |
| MF                  | 8  | Massimo Luongo    |      | 111' |
| Huấn luyện viên:    |    |                   |      |      |
| Graham Arnold       |    |                   |      |      |

| GK                  | 1  | Ignatiy Nesterov      |     |      |
| RB                  | 6  | Davron Khashimov      | 46' |      |
| CB                  | 20 | Islom Tukhtakhodjaev  | 2'  |      |
| CB                  | 5  | Anzur Ismailov        |     |      |
| LB                  | 13 | Oleg Zoteev           |     | 105' |
| RM                  | 17 | Dostonbek Khamdamov   |     | 107' |
| CM                  | 19 | Otabek Shukurov       |     |      |
| CM                  | 22 | Javokhir Sidikov      |     | 73'  |
| LM                  | 11 | Jaloliddin Masharipov |     |      |
| CF                  | 14 | Eldor Shomurodov      |     | 104' |
| CF                  | 9  | Odil Ahmedov (c)      |     |      |
| Vào sân thay người: |    |                       |     |      |
| MF                  | 8  | Ikromjon Alibaev      |     | 73'  |
| FW                  | 10 | Marat Bikmaev         |     | 104' |
| DF                  | 4  | Farrukh Sayfiev       |     | 105' |
| MF                  | 16 | Azizbek Turgunboev    |     | 107' |
| Huấn luyện viên:    |    |                       |     |      |
| Héctor Cúper        |    |                       |     |      |

| Cầu thủ xuất sắc nhất trận: Jackson Irvine (Úc) Trợ lý trọng tài: Taleb Al-Marri (Qatar) Saud Al-Maqaleh (Qatar) Trọng tài thứ tư: Palitha Hemathunga (Sri Lanka) Trợ lý trọng tài bổ sung: Khamis Al-Marri (Qatar) Ahmed Al-Kaf (Oman) |

### UAE vs Kyrgyzstan
| UAE                                                | 3–2 (s.h.p.) | Kyrgyzstan                     |
| -------------------------------------------------- | ------------ | ------------------------------ |
| - Esmaeel 14' - Mabkhout 64' - Khalil 103' (ph.đ.) | Chi tiết     | - Murzaev 26' - Rustamov 90+1' |

| UAE | Kyrgyzstan |

| GK                  | 17 | Khalid Eisa       |     |     |
| RB                  | 9  | Bandar Al-Ahbabi  |     |     |
| CB                  | 4  | Khalifa Mubarak   |     | 30' |
| CB                  | 19 | Ismail Ahmed      |     |     |
| LB                  | 18 | Al Hassan Saleh   |     |     |
| RM                  | 13 | Khamis Esmaeel    | 78' |     |
| CM                  | 2  | Ali Salmeen       |     |     |
| CM                  | 5  | Amer Abdulrahman  |     | 98' |
| LM                  | 10 | Ismail Matar (c)  |     | 82' |
| AM                  | 21 | Khalfan Mubarak   |     | 62' |
| CF                  | 7  | Ali Mabkhout      |     |     |
| Vào sân thay người: |    |                   |     |     |
| DF                  | 6  | Fares Juma        |     | 30' |
| MF                  | 15 | Ismail Al Hammadi |     | 62' |
| DF                  | 23 | Mohamed Ahmed     |     | 82' |
| FW                  | 11 | Ahmed Khalil      |     | 98' |
| Huấn luyện viên:    |    |                   |     |     |
| Alberto Zaccheroni  |    |                   |     |     |

| GK                  | 13 | Kutman Kadyrbekov      |     |      |
| RB                  | 18 | Kairat Zhyrgalbek Uulu | 8'  |      |
| CB                  | 4  | Mustafa Iusupov        |     |      |
| CB                  | 3  | Tamirlan Kozubaev      |     |      |
| LB                  | 2  | Valery Kichin (c)      |     |      |
| RM                  | 23 | Akhlidin Israilov      |     | 76'  |
| CM                  | 9  | Edgar Bernhardt        |     | 64'  |
| CM                  | 19 | Vitalij Lux            |     |      |
| CM                  | 21 | Farhat Musabekov       |     | 80'  |
| LM                  | 11 | Bekzhan Sagynbaev      | 23' |      |
| CF                  | 10 | Mirlan Murzaev         | 88' | 102' |
| Vào sân thay người: |    |                        |     |      |
| MF                  | 8  | Aziz Sydykov           |     | 64'  |
| MF                  | 7  | Tursunali Rustamov     |     | 76'  |
| MF                  | 22 | Anton Zemlianukhin     |     | 80'  |
| MF                  | 20 | Bakhtiyar Duyshobekov  |     | 102' |
| Huấn luyện viên:    |    |                        |     |      |
| Aleksandr Krestinin |    |                        |     |      |

| Cầu thủ xuất sắc nhất trận: Bandar Al-Ahbabi (UAE) Trợ lý trọng tài: Huo Weiming (Trung Quốc) Cao Yi (Trung Quốc) Trọng tài thứ tư: Yoon Kwang-yeol (Hàn Quốc) Trợ lý trọng tài bổ sung: Mã Ninh (Trung Quốc) Ko Hyung-jin (Hàn Quốc) |

### Hàn Quốc vs Bahrain

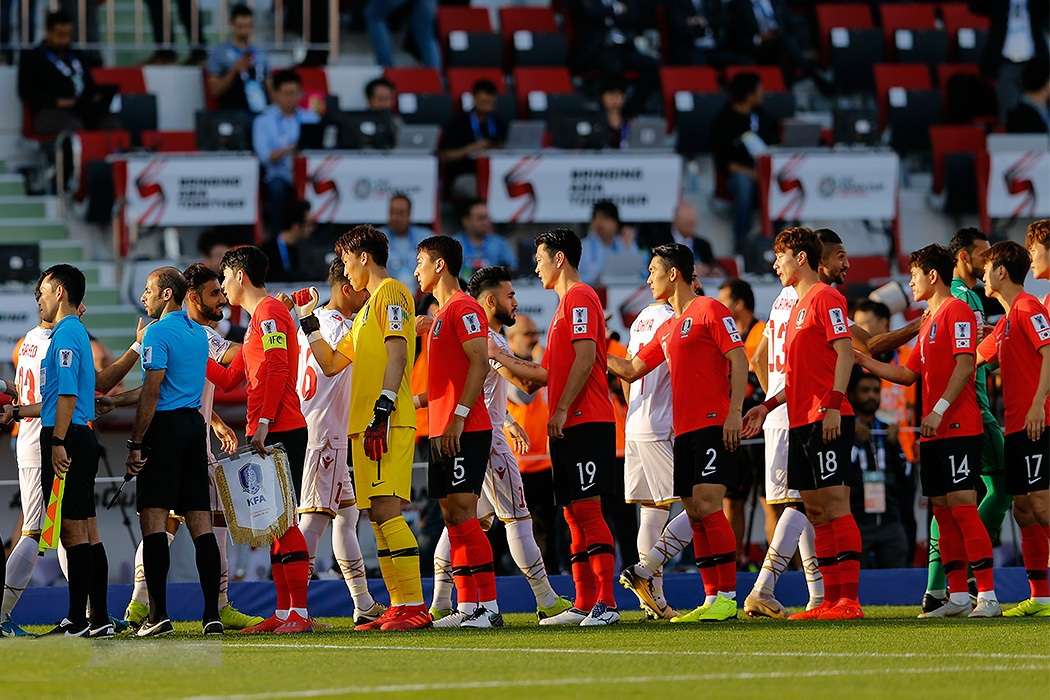
Các cầu thủ Bahrain và Hàn Quốc trước trận đấu.

| Hàn Quốc                                 | 2–1 (s.h.p.) | Bahrain          |
| ---------------------------------------- | ------------ | ---------------- |
| - Hwang Hee-chan 43' - Kim Jin-su 105+2' | Chi tiết     | - Al Romaihi 77' |

| Hàn Quốc | Bahrain |

| GK                  | 1  | Kim Seung-gyu     |  |     |
| RB                  | 2  | Lee Yong          |  |     |
| CB                  | 4  | Kim Min-jae       |  |     |
| CB                  | 19 | Kim Young-gwon    |  |     |
| LB                  | 14 | Hong Chul         |  | 96' |
| CM                  | 6  | Hwang In-beom     |  | 89' |
| CM                  | 5  | Jung Woo-young    |  |     |
| RW                  | 11 | Hwang Hee-chan    |  | 80' |
| AM                  | 7  | Son Heung-min (c) |  |     |
| LW                  | 17 | Lee Chung-yong    |  | 68' |
| CF                  | 18 | Hwang Ui-jo       |  |     |
| Vào sân thay người: |    |                   |  |     |
| MF                  | 8  | Ju Se-jong        |  | 68' |
| FW                  | 9  | Ji Dong-won       |  | 80' |
| MF                  | 12 | Lee Seung-woo     |  | 89' |
| DF                  | 3  | Kim Jin-su        |  | 96' |
| Huấn luyện viên:    |    |                   |  |     |
| Paulo Bento         |    |                   |  |     |

| GK                  | 1  | Sayed Shubbar Alawi    |     | 102' |
| RB                  | 16 | Sayed Redha Isa        | 95' | 109' |
| CB                  | 5  | Hamad Al-Shamsan       |     |      |
| CB                  | 3  | Waleed Al Hayam        |     |      |
| LB                  | 8  | Mohamed Marhoon        |     | 71'  |
| CM                  | 19 | Kamil Al Aswad         |     |      |
| CM                  | 7  | Abdulwahab Al-Safi (c) |     |      |
| RW                  | 4  | Sayed Dhiya Saeed      |     |      |
| AM                  | 23 | Jamal Rashid           |     |      |
| LW                  | 11 | Ali Madan              | 25' | 57'  |
| CF                  | 13 | Mohamed Al Romaihi     |     |      |
| Vào sân thay người: |    |                        |     |      |
| FW                  | 20 | Sami Al-Husaini        |     | 57'  |
| FW                  | 9  | Mahdi Al-Humaidan      |     | 71'  |
| GK                  | 22 | Abdulkarim Fardan      |     | 102' |
| FW                  | 10 | Abdulla Yusuf Helal    |     | 109' |
| Huấn luyện viên:    |    |                        |     |      |
| Miroslav Soukup     |    |                        |     |      |

| Cầu thủ xuất sắc nhất trận: Lee Yong (Hàn Quốc) Trợ lý trọng tài: Yamauchi Hiroshi (Nhật Bản) Mihara Jun (Nhật Bản) Trọng tài thứ tư: Anton Shchetinin (Úc) Trợ lý trọng tài bổ sung: Iida Jumpei (Nhật Bản) Turki Al-Khudhayr (Ả Rập Xê Út) |

### Qatar vs Iraq
| Qatar         | 1–0      | Iraq |
| ------------- | -------- | ---- |
| - Al-Rawi 62' | Chi tiết |      |

| Qatar | Iraq |

| GK                  | 1  | Saad Al-Sheeb        |       |     |
| RB                  | 2  | Ró-Ró                |       |     |
| CB                  | 15 | Bassam Al-Rawi       | 90+3' |     |
| CB                  | 4  | Tarek Salman         |       |     |
| LB                  | 3  | Abdelkarim Hassan    | 84'   |     |
| CM                  | 6  | Abdulaziz Hatem      |       |     |
| CM                  | 23 | Assim Madibo         | 11'   |     |
| CM                  | 16 | Boualem Khoukhi      |       |     |
| RW                  | 10 | Hassan Al-Haydos (c) |       | 90' |
| CF                  | 19 | Almoez Ali           |       |     |
| LW                  | 11 | Akram Afif           |       |     |
| Vào sân thay người: |    |                      |       |     |
| MF                  | 12 | Karim Boudiaf        |       | 90' |
| Huấn luyện viên:    |    |                      |       |     |
| Félix Sánchez       |    |                      |       |     |

| GK                  | 1  | Jalal Hassan (c) |     |     |     |
| RB                  | 2  | Ahmad Ibrahim    | 39' |     |     |
| CB                  | 6  | Ali Adnan        |     |     |     |
| CB                  | 17 | Alaa Ali Mhawi   |     | 71' |     |
| LB                  | 5  | Ali Faez         |     |     |     |
| RM                  | 13 | Bashar Resan     |     |     |     |
| CM                  | 11 | Humam Tariq      |     | 36' |     |
| CM                  | 7  | Safaa Hadi       | 86' |     |     |
| CM                  | 14 | Amjad Attwan     | 73' |     |     |
| LM                  | 16 | Hussein Ali      |     |     |     |
| CF                  | 10 | Mohanad Ali      | 24' |     |     |
| Vào sân thay người: |    |                  |     |     |     |
| MF                  | 15 | Ali Husni        |     | 36' | 66' |
| FW                  | 19 | Mohammed Dawood  |     |     | 66' |
| DF                  | 22 | Rebin Sulaka     |     | 71' |     |
| Huấn luyện viên:    |    |                  |     |     |     |
| Srečko Katanec      |    |                  |     |     |     |

| Cầu thủ xuất sắc nhất trận: Akram Afif (Qatar) Trợ lý trọng tài: Ronnie Koh Min Kiat (Singapore) Sergei Grishchenko (Kyrgyzstan) Trọng tài thứ tư: Rashid Al-Ghaithi (Oman) Trợ lý trọng tài bổ sung: Hettikamkanamge Perera (Sri Lanka) Ahmed Al-Ali (Jordan) |

## Tứ kết

### Việt Nam vs Nhật Bản

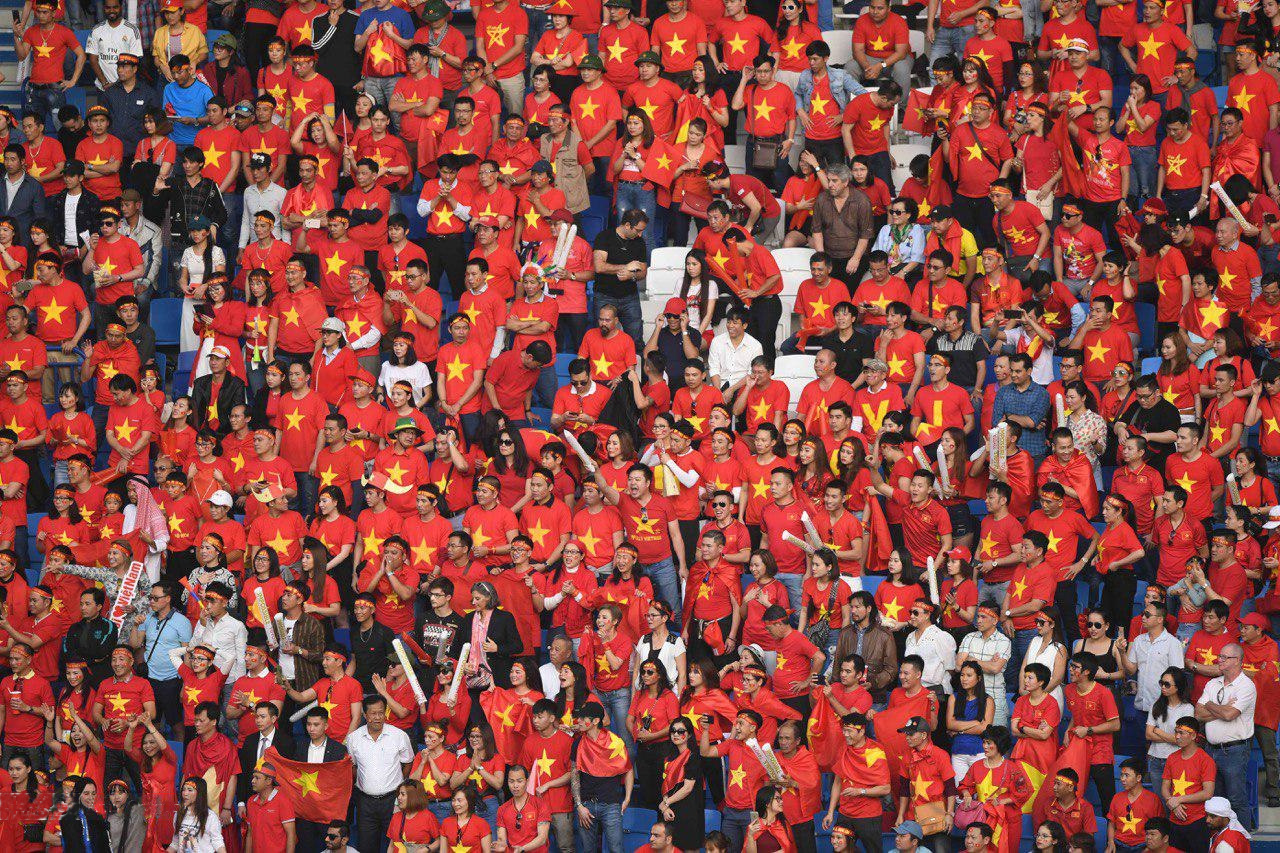
Cổ động viên Việt Nam trên khán đài.

| Việt Nam | 0–1      | Nhật Bản           |
| -------- | -------- | ------------------ |
|          | Chi tiết | - Doan 57' (ph.đ.) |

| Việt Nam | Nhật Bản |

| GK                  | 23 | Đặng Văn Lâm          |     |     |
| CB                  | 4  | Bùi Tiến Dũng I       | 56' |     |
| CB                  | 3  | Quế Ngọc Hải (c)      |     |     |
| CB                  | 2  | Đỗ Duy Mạnh           |     |     |
| RWB                 | 8  | Nguyễn Trọng Hoàng    |     | 63' |
| LWB                 | 5  | Đoàn Văn Hậu          | 60' |     |
| RM                  | 10 | Nguyễn Quang Hải      |     |     |
| CM                  | 16 | Đỗ Hùng Dũng          |     |     |
| CM                  | 7  | Nguyễn Huy Hùng       |     | 54' |
| LM                  | 20 | Phan Văn Đức          |     | 75' |
| CF                  | 10 | Nguyễn Công Phượng    |     |     |
| Vào sân thay người: |    |                       |     |     |
| FW                  | 9  | Nguyễn Văn Toàn       |     | 54' |
| MF                  | 12 | Nguyễn Phong Hồng Duy |     | 63' |
| MF                  | 6  | Lương Xuân Trường     |     | 75' |
| Huấn luyện viên:    |    |                       |     |     |
| Park Hang-seo       |    |                       |     |     |

| GK                  | 12 | Gonda Shūichi     |  |     |
| RB                  | 19 | Sakai Hiroki      |  |     |
| CB                  | 16 | Tomiyasu Takehiro |  |     |
| CB                  | 22 | Yoshida Maya (c)  |  |     |
| LB                  | 5  | Nagatomo Yuto     |  |     |
| RM                  | 21 | Doan Ritsu        |  |     |
| CM                  | 7  | Shibasaki Gaku    |  |     |
| CM                  | 6  | Endo Wataru       |  |     |
| LM                  | 8  | Haraguchi Genki   |  | 79' |
| CF                  | 9  | Minamino Takumi   |  | 89' |
| CF                  | 11 | Kitagawa Koya     |  | 72' |
| Vào sân thay người: |    |                   |  |     |
| FW                  | 15 | Osako Yuya        |  | 72' |
| MF                  | 10 | Inui Takashi      |  | 79' |
| DF                  | 18 | Shiotani Tsukasa  |  | 89' |
| Huấn luyện viên:    |    |                   |  |     |
| Moriyasu Hajime     |    |                   |  |     |

| Cầu thủ xuất sắc nhất trận: Doan Ritsu (Nhật Bản) Trợ lý trọng tài: Mohamed Al-Hammadi (UAE) Hasan Al-Mahri (UAE) Trọng tài thứ tư: Ammar Al-Jeneibi (UAE) Trợ lý trọng tài video: Chris Beath (Úc) Trợ lý trọng tài hỗ trợ video: Muhammad Taqi (Singapore) Paolo Valeri (Ý) |

### Trung Quốc vs Iran

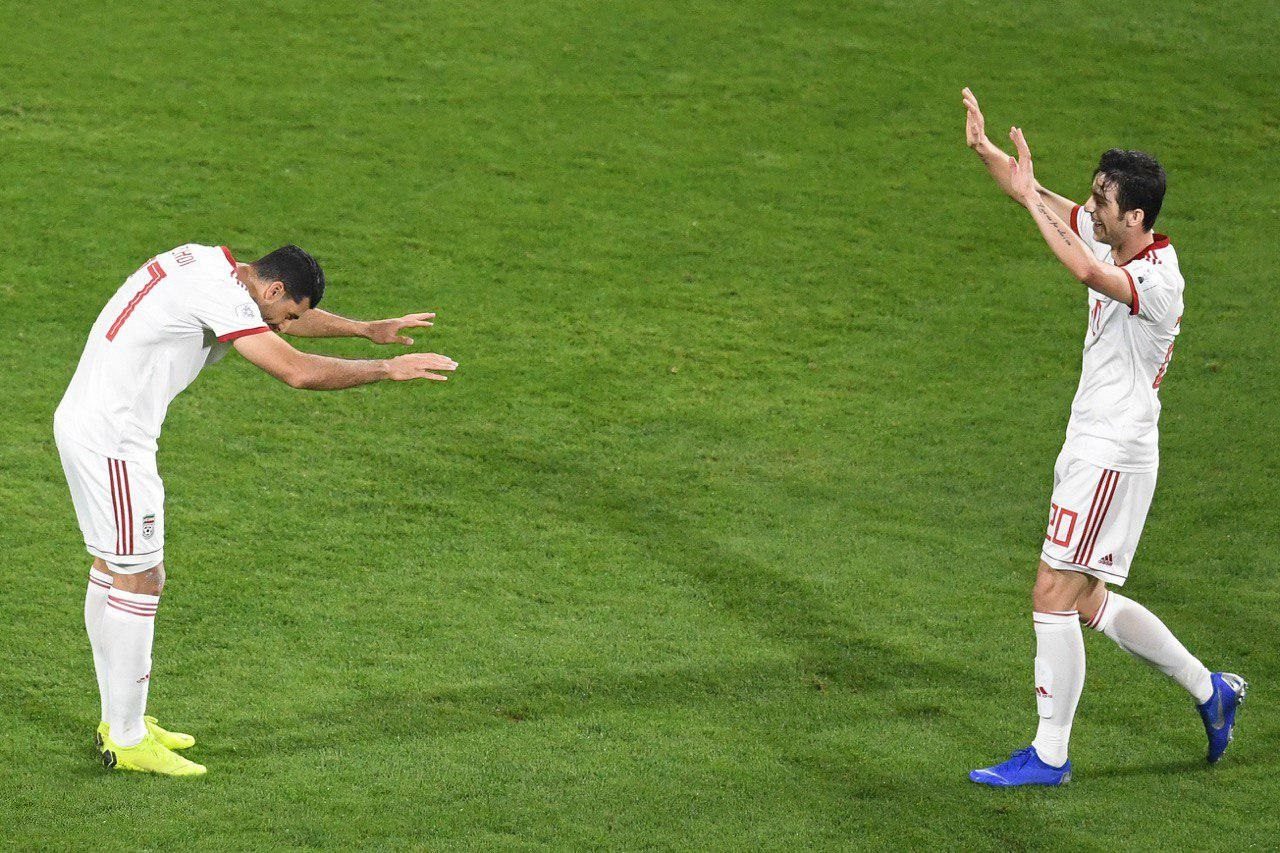
Sardar Azmoun và Mehdi Taremi.

| Trung Quốc | 0–3      | Iran                                         |
| ---------- | -------- | -------------------------------------------- |
|            | Chi tiết | - Taremi 18' - Azmoun 31' - Ansarifard 90+1' |

| Trung Quốc | Iran |

| GK                  | 1  | Nhan Tuấn Lăng    |     |     |
| RB                  | 6  | Phùng Tiêu Đình   |     | 28' |
| CB                  | 2  | Lưu Dịch Minh     |     |     |
| CB                  | 4  | Thạch Kha         |     |     |
| LB                  | 17 | Trương Trình Đống |     |     |
| CM                  | 15 | Ngô Hy            |     | 25' |
| CM                  | 10 | Trịnh Chí (c)     |     |     |
| CM                  | 19 | Lưu Dương         |     |     |
| RW                  | 7  | Vũ Lỗi            |     | 75' |
| CF                  | 18 | Cao Lâm           |     |     |
| LW                  | 11 | Hao Tuấn Mẫn      |     |     |
| Vào sân thay người: |    |                   |     |     |
| MF                  | 8  | Triệu Húc Nhật    |     | 25' |
| FW                  | 9  | Tiêu Trí          | 78' | 28' |
| FW                  | 22 | Vũ Đại Bảo        |     | 75' |
| Huấn luyện viên:    |    |                   |     |     |
| Marcello Lippi      |    |                   |     |     |

| GK                  | 1  | Alireza Beiranvand     |     |     |
| RB                  | 23 | Ramin Rezaeian         |     |     |
| CB                  | 8  | Morteza Pouraliganji   |     |     |
| CB                  | 13 | Hossein Kanaanizadegan |     |     |
| LB                  | 5  | Milad Mohammadi        |     |     |
| RM                  | 18 | Alireza Jahanbakhsh    |     | 68' |
| CM                  | 9  | Omid Ebrahimi          |     |     |
| CM                  | 3  | Ehsan Hajsafi          |     |     |
| LM                  | 21 | Ashkan Dejagah (c)     |     | 76' |
| AM                  | 17 | Mehdi Taremi           | 67' |     |
| CF                  | 20 | Sardar Azmoun          |     | 86' |
| Vào sân thay người: |    |                        |     |     |
| MF                  | 14 | Saman Ghoddos          |     | 68' |
| DF                  | 4  | Rouzbeh Cheshmi        |     | 76' |
| FW                  | 10 | Karim Ansarifard       |     | 86' |
| Huấn luyện viên:    |    |                        |     |     |
| Carlos Queiroz      |    |                        |     |     |

| Cầu thủ xuất sắc nhất trận: Sardar Azmoun (Iran) Trợ lý trọng tài: Taleb Al-Marri (Qatar) Saud Al-Maqaleh (Qatar) Trọng tài thứ tư: César Arturo Ramos (México) Trợ lý trọng tài video: Danny Makkelie (Hà Lan) Trợ lý trọng tài hỗ trợ video: Khamis Al-Marri (Qatar) Ravshan Irmatov (Uzbekistan) |

### Hàn Quốc vs Qatar

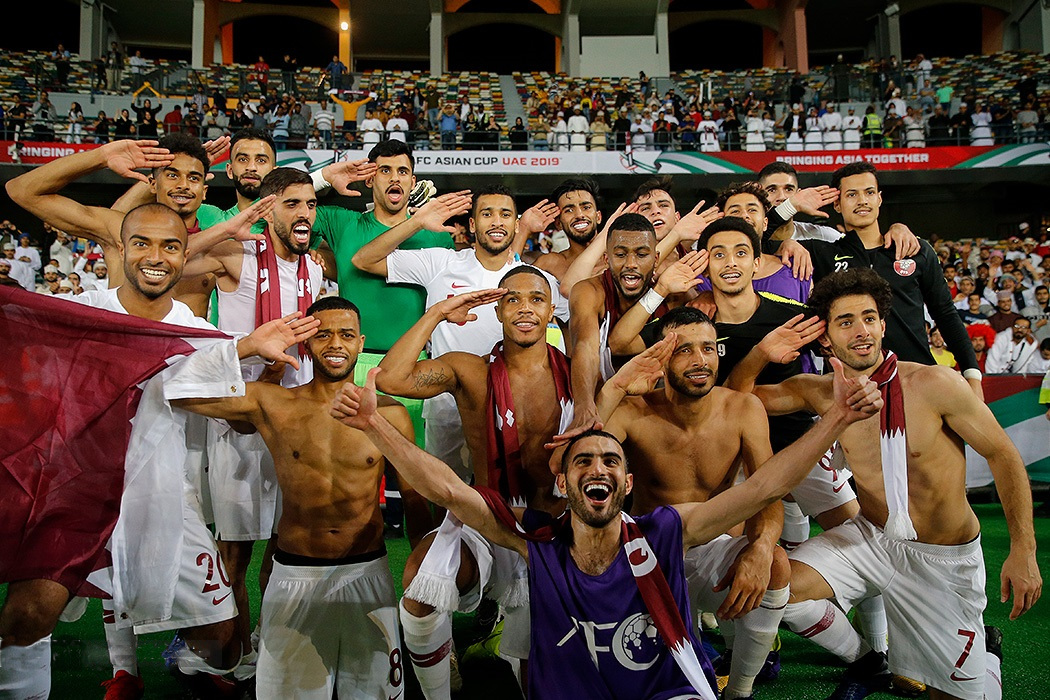
Các cầu thủ Qatar ăn mừng.

| Hàn Quốc | 0–1      | Qatar       |
| -------- | -------- | ----------- |
|          | Chi tiết | - Hatem 78' |

| Hàn Quốc | Qatar |

| GK                  | 1  | Kim Seung-gyu     |     |     |
| RB                  | 2  | Lee Yong          |     |     |
| CB                  | 4  | Kim Min-jae       | 9'  |     |
| CB                  | 19 | Kim Young-gwon    |     |     |
| LB                  | 3  | Kim Jin-su        |     |     |
| CM                  | 6  | Hwang In-beom     |     | 74' |
| CM                  | 5  | Jung Woo-young    | 51' |     |
| RW                  | 8  | Ju Se-jong        |     | 82' |
| AM                  | 7  | Son Heung-min (c) |     |     |
| LW                  | 17 | Lee Chung-yong    |     | 84' |
| CF                  | 18 | Hwang Ui-jo       |     |     |
| Vào sân thay người: |    |                   |     |     |
| MF                  | 13 | Koo Ja-cheol      |     | 74' |
| FW                  | 9  | Ji Dong-won       |     | 82' |
| MF                  | 12 | Lee Seung-woo     |     | 84' |
| Huấn luyện viên:    |    |                   |     |     |
| Paulo Bento         |    |                   |     |     |

| GK                  | 1  | Saad Al-Sheeb        |     |       |
| RB                  | 2  | Ró-Ró                |     |       |
| CB                  | 15 | Bassam Al-Rawi       | 40' |       |
| CB                  | 4  | Tarek Salman         |     |       |
| LB                  | 14 | Salem Al-Hajri       |     |       |
| CM                  | 16 | Boualem Khoukhi      |     |       |
| CM                  | 18 | Abdulkarim Al-Ali    |     |       |
| RW                  | 10 | Hassan Al-Haydos (c) |     | 90'   |
| AM                  | 6  | Abdulaziz Hatem      | 37' |       |
| LW                  | 11 | Akram Afif           |     |       |
| CF                  | 19 | Almoez Ali           |     | 90+5' |
| Vào sân thay người: |    |                      |     |       |
| MF                  | 12 | Karim Boudiaf        |     | 90'   |
| FW                  | 7  | Ahmed Alaaeldin      |     | 90+5' |
| Huấn luyện viên:    |    |                      |     |       |
| Félix Sánchez       |    |                      |     |       |

| Cầu thủ xuất sắc nhất trận: Abdulaziz Hatem (Qatar) Trợ lý trọng tài: Abdukhamidullo Rasulov (Uzbekistan) Jakhongir Saidov (Uzbekistan) Trọng tài thứ tư: Mã Ninh (Trung Quốc) Trợ lý trọng tài video: Paolo Valeri (Ý) Trợ lý trọng tài hỗ trợ video: Muhammad Taqi (Singapore) Phó Minh (Trung Quốc) |

### UAE vs Úc

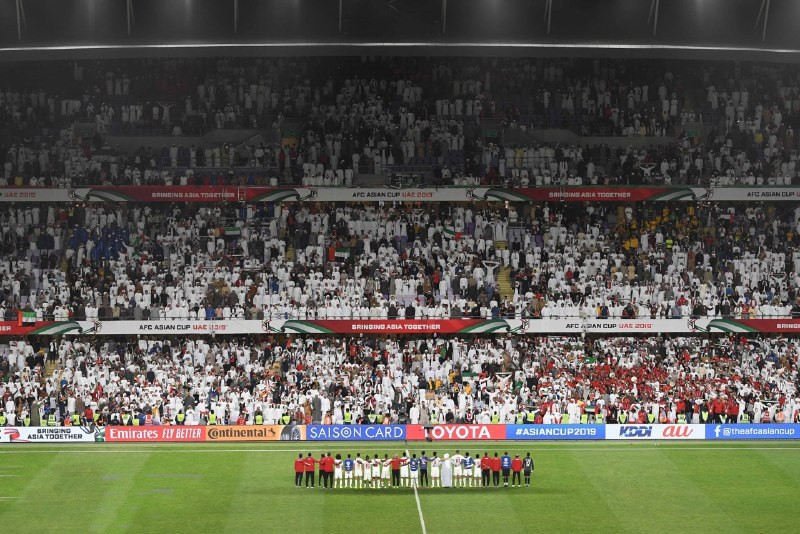
Các cầu thủ và cổ động viên Các Tiểu vương quốc Ả Rập thống nhất (UAE) sau trận đấu.

| UAE            | 1–0      | Úc |
| -------------- | -------- | -- |
| - Mabkhout 68' | Chi tiết |    |

| UAE | Úc |

| GK                  | 17 | Khalid Eisa         |     |     |
| RB                  | 23 | Mohamed Ahmed       |     | 18' |
| CB                  | 6  | Fares Juma          |     |     |
| CB                  | 19 | Ismail Ahmed        |     |     |
| LB                  | 3  | Walid Abbas         | 78' |     |
| CM                  | 2  | Ali Salmeen         |     |     |
| CM                  | 8  | Majed Hassan        |     |     |
| RW                  | 9  | Bandar Al-Ahbabi    |     |     |
| AM                  | 10 | Ismail Matar (c)    |     | 52' |
| LW                  | 15 | Ismail Al Hammadi   | 61' | 88' |
| CF                  | 7  | Ali Mabkhout        |     |     |
| Vào sân thay người: |    |                     |     |     |
| DF                  | 12 | Khalifa Al Hammadi  |     | 18' |
| MF                  | 16 | Mohamed Abdulrahman |     | 52' |
| MF                  | 20 | Saif Rashid         |     | 88' |
| Huấn luyện viên:    |    |                     |     |     |
| Alberto Zaccheroni  |    |                     |     |     |

| GK                  | 1  | Mathew Ryan       |       |     |
| RB                  | 4  | Rhyan Grant       |       |     |
| CB                  | 20 | Trent Sainsbury   |       |     |
| CB                  | 2  | Milos Degenek     |       |     |
| LB                  | 16 | Aziz Behich       |       |     |
| RM                  | 10 | Robbie Kruse      | 44'   | 73' |
| CM                  | 22 | Jackson Irvine    | 90+7' |     |
| CM                  | 5  | Mark Milligan (c) |       |     |
| LM                  | 15 | Chris Ikonomidis  |       |     |
| CF                  | 14 | Apostolos Giannou |       | 80' |
| CF                  | 9  | Jamie Maclaren    |       | 60' |
| Vào sân thay người: |    |                   |       |     |
| FW                  | 7  | Mathew Leckie     |       | 60' |
| FW                  | 21 | Awer Mabil        |       | 73' |
| FW                  | 11 | Andrew Nabbout    |       | 80' |
| Huấn luyện viên:    |    |                   |       |     |
| Graham Arnold       |    |                   |       |     |

| Cầu thủ xuất sắc nhất trận: Ali Mabkhout (UAE) Trợ lý trọng tài: Yaser Tulefat (Bahrain) Mihara Jun (Nhật Bản) Trọng tài thứ tư: Turki Al-Khudhayr (Ả Rập Xê Út) Trợ lý trọng tài video: Danny Makkelie (Hà Lan) Trợ lý trọng tài hỗ trợ video: Nawaf Shukralla (Bahrain) César Arturo Ramos (México) |

## Bán kết

### Iran vs Nhật Bản

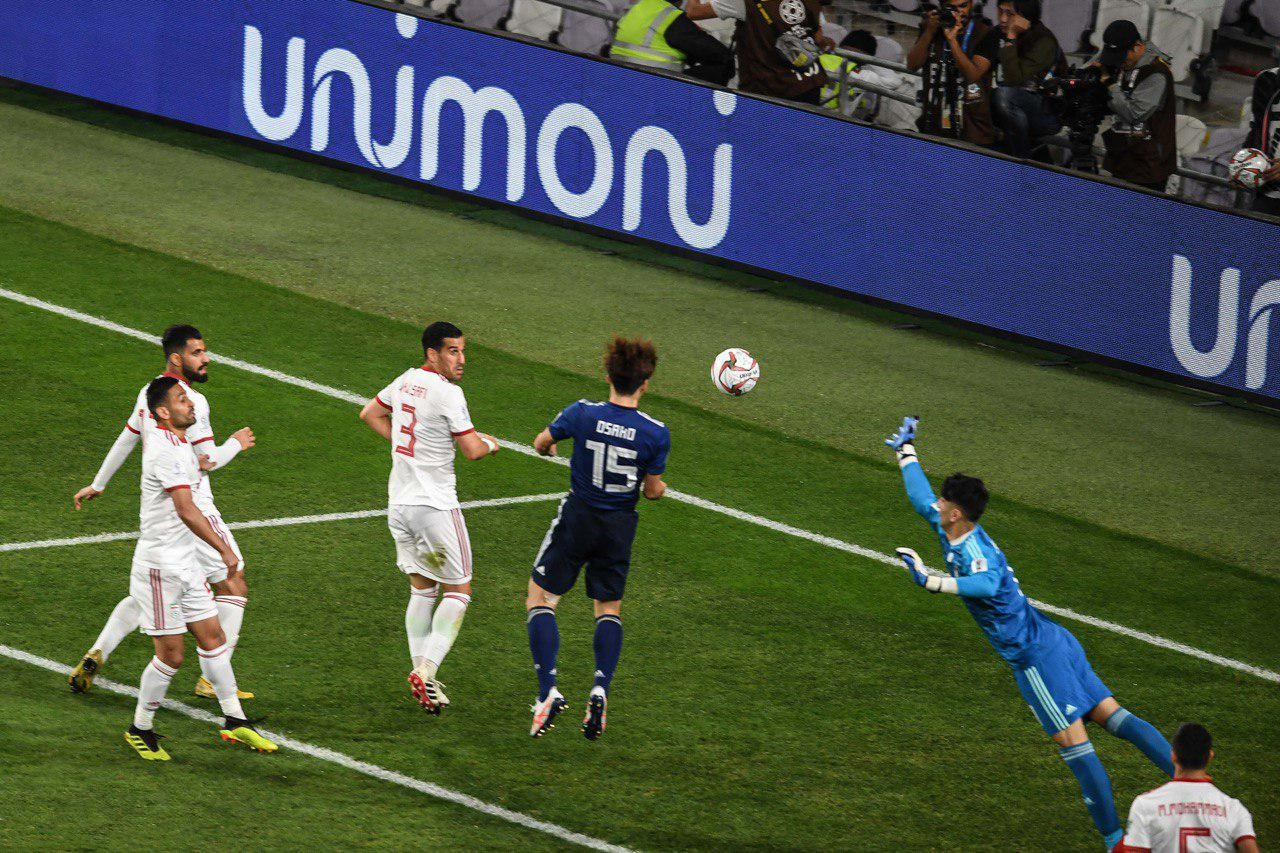
Bàn thắng đầu tiên của Nhật Bản do công của Yuya Osako.

| Iran | 0–3      | Nhật Bản                                   |
| ---- | -------- | ------------------------------------------ |
|      | Chi tiết | - Osako 56', 67' (ph.đ.) - Haraguchi 90+1' |

| Iran | Nhật Bản |

| GK                  | 1  | Alireza Beiranvand     |       |     |
| RB                  | 23 | Ramin Rezaeian         |       |     |
| CB                  | 8  | Morteza Pouraliganji   |       |     |
| CB                  | 13 | Hossein Kanaanizadegan |       |     |
| LB                  | 5  | Milad Mohammadi        |       |     |
| CM                  | 9  | Omid Ebrahimi          | 44'   |     |
| CM                  | 3  | Ehsan Hajsafi          |       |     |
| RW                  | 18 | Alireza Jahanbakhsh    |       | 71' |
| AM                  | 21 | Ashkan Dejagah (c)     |       | 71' |
| LW                  | 11 | Vahid Amiri            | 24'   | 58' |
| CF                  | 20 | Sardar Azmoun          | 90+4' |     |
| Vào sân thay người: |    |                        |       |     |
| FW                  | 10 | Karim Ansarifard       |       | 58' |
| MF                  | 14 | Saman Ghoddos          |       | 71' |
| MF                  | 16 | Mehdi Torabi           |       | 71' |
| Huấn luyện viên:    |    |                        |       |     |
| Carlos Queiroz      |    |                        |       |     |

| GK                  | 12 | Gonda Shūichi     |       |     |
| RB                  | 19 | Sakai Hiroki      | 46'   | 73' |
| CB                  | 16 | Tomiyasu Takehiro |       |     |
| CB                  | 22 | Yoshida Maya (c)  |       |     |
| LB                  | 5  | Nagatomo Yuto     | 90+4' |     |
| RM                  | 21 | Doan Ritsu        |       | 89' |
| CM                  | 7  | Shibasaki Gaku    |       |     |
| CM                  | 6  | Endo Wataru       |       | 60' |
| LM                  | 8  | Haraguchi Genki   |       |     |
| CF                  | 15 | Osako Yuya        |       |     |
| CF                  | 9  | Minamino Takumi   |       |     |
| Vào sân thay người: |    |                   |       |     |
| DF                  | 18 | Shiotani Tsukasa  |       | 60' |
| DF                  | 3  | Muroya Sei        |       | 73' |
| MF                  | 14 | Ito Junya         |       | 89' |
| Huấn luyện viên:    |    |                   |       |     |
| Moriyasu Hajime     |    |                   |       |     |

| Cầu thủ xuất sắc nhất trận: Osako Yuya (Nhật Bản) Trợ lý trọng tài: Matthew Cream (Úc) Anton Shchetinin (Úc) Trọng tài thứ tư: Kim Dong-jin (Hàn Quốc) Trợ lý trọng tài video: Paolo Valeri (Ý) Trợ lý trọng tài hỗ trợ video: Muhammad Taqi (Singapore) Ko Hyung-jin (Hàn Quốc) |

### Qatar vs UAE
| Qatar                                                  | 4–0      | UAE |
| ------------------------------------------------------ | -------- | --- |
| - Khoukhi 22' - Ali 37' - Al-Haydos 80' - Ismail 90+3' | Chi tiết |     |

| Qatar | UAE |

| GK                  | 1  | Saad Al-Sheeb        |     |       |
| CB                  | 23 | Assim Madibo         |     |       |
| CB                  | 16 | Boualem Khoukhi      |     |       |
| CB                  | 4  | Tarek Salman         |     |       |
| RWB                 | 2  | Ró-Ró                |     | 90+4' |
| LWB                 | 3  | Abdelkarim Hassan    |     |       |
| CM                  | 10 | Hassan Al-Haydos (c) |     |       |
| CM                  | 14 | Salem Al-Hajri       |     |       |
| CM                  | 12 | Karim Boudiaf        | 62' |       |
| CF                  | 11 | Akram Afif           |     | 90+2' |
| CF                  | 19 | Almoez Ali           |     | 86'   |
| Vào sân thay người: |    |                      |     |       |
| FW                  | 7  | Ahmed Alaaeldin      | 87' | 86'   |
| DF                  | 8  | Hamid Ismail         |     | 90+2' |
| DF                  | 13 | Tameem Al-Muhaza     |     | 90+4' |
| Huấn luyện viên:    |    |                      |     |       |
| Félix Sánchez       |    |                      |     |       |

| GK                  | 17 | Khalid Eisa         |       |     |
| RB                  | 13 | Khamis Esmaeel      |       |     |
| CB                  | 19 | Ismail Ahmed        | 90+1' |     |
| CB                  | 6  | Fares Juma (c)      |       |     |
| LB                  | 3  | Walid Abbas         |       |     |
| CM                  | 2  | Ali Salmeen         |       |     |
| CM                  | 5  | Amer Abdulrahman    |       | 46' |
| RW                  | 9  | Bandar Al-Ahbabi    |       |     |
| AM                  | 20 | Saif Rashid         |       | 70' |
| LW                  | 15 | Ismail Al Hammadi   |       | 51' |
| CF                  | 7  | Ali Mabkhout        |       |     |
| Vào sân thay người: |    |                     |       |     |
| FW                  | 10 | Ismail Matar        | 55'   | 46' |
| FW                  | 11 | Ahmed Khalil        |       | 51' |
| MF                  | 16 | Mohamed Abdulrahman |       | 70' |
| Huấn luyện viên:    |    |                     |       |     |
| Alberto Zaccheroni  |    |                     |       |     |

| Cầu thủ xuất sắc nhất trận: Boualem Khoukhi (Qatar) Trợ lý trọng tài: Miguel Hernández (México) Alberto Morín (México) Trọng tài thứ tư: Ravshan Irmatov (Uzbekistan) Trợ lý trọng tài video: Paolo Valeri (Ý) Trợ lý trọng tài hỗ trợ video: Muhammad Taqi (Singapore) Chris Beath (Úc) |

## Chung kết
| Nhật Bản       | 1–3      | Qatar                                        |
| -------------- | -------- | -------------------------------------------- |
| - Minamino 69' | Chi tiết | - Ali 12' - Hatem 27' - Ak. Afif 83' (ph.đ.) |

| Nhật Bản | Qatar |

| GK                  | 12 | Gonda Shūichi     |     |     |
| RB                  | 19 | Sakai Hiroki      | 86' |     |
| CB                  | 16 | Tomiyasu Takehiro |     |     |
| CB                  | 22 | Yoshida Maya (c)  | 82' |     |
| LB                  | 5  | Nagatomo Yuto     |     |     |
| RM                  | 8  | Haraguchi Genki   |     | 62' |
| CM                  | 7  | Shibasaki Gaku    | 20' |     |
| CM                  | 18 | Shiotani Tsukasa  |     | 84' |
| LM                  | 21 | Doan Ritsu        |     |     |
| CF                  | 15 | Osako Yuya        |     |     |
| CF                  | 9  | Minamino Takumi   |     | 89' |
| Vào sân thay người: |    |                   |     |     |
| FW                  | 13 | Muto Yoshinori    |     | 62' |
| MF                  | 14 | Ito Junya         |     | 84' |
| MF                  | 10 | Inui Takashi      |     | 89' |
| Huấn luyện viên:    |    |                   |     |     |
| Moriyasu Hajime     |    |                   |     |     |

| GK                  | 1  | Saad Al-Sheeb        |       |     |
| CB                  | 15 | Bassam Al-Rawi       |       |     |
| CB                  | 16 | Boualem Khoukhi      |       | 61' |
| CB                  | 4  | Tarek Salman         |       |     |
| RWB                 | 2  | Ró-Ró                | 90+3' |     |
| LWB                 | 3  | Abdelkarim Hassan    |       |     |
| CM                  | 10 | Hassan Al-Haydos (c) |       | 74' |
| CM                  | 6  | Abdulaziz Hatem      |       |     |
| CM                  | 23 | Assim Madibo         |       |     |
| CF                  | 11 | Akram Afif           | 84'   |     |
| CF                  | 19 | Almoez Ali           |       |     |
| Vào sân thay người: |    |                      |       |     |
| MF                  | 14 | Salem Al-Hajri       |       | 61' |
| MF                  | 12 | Karim Boudiaf        |       | 74' |
| Huấn luyện viên:    |    |                      |       |     |
| Félix Sánchez       |    |                      |       |     |

| Cầu thủ xuất sắc nhất trận: Akram Afif (Qatar) Trợ lý trọng tài: Abdukhamidullo Rasulov (Uzbekistan) Jakhongir Saidov (Uzbekistan) Trọng tài thứ tư: Mã Ninh (Trung Quốc) Trợ lý trọng tài video: Paolo Valeri (Ý) Trợ lý trọng tài hỗ trợ video: Muhammad Taqi (Singapore) Chris Beath (Úc) |